# Michaela Drummond
Michaela Drummond (Te Awamutu, 5 april 1998) is een Nieuw-Zeelandse baan- en wegwielrenster die anno 2023 rijdt voor Arkéa-B&B Hotels.

## Carrière
Ze won in 2015 de ploegenachtervolging op de wereldkampioenschappen baanwielrennen bij de junioren. Drummond behaalde in zowel 2017 als in 2019 een derde plaats op de ploegenachtervolging tijdens de wereldkampioenschappen baanwielrennen bij de elite vrouwen. In 2023 werd dit een zilveren medaille. In 2024 won ze de eerste editie van de Région Pays de la Loire Tour bij de vrouwen.

## Belangrijkste Resultaten

### Wegwielrennen
2015
 Nieuw-Zeelands kampioenschap wielrennen, junioren vrouwen
2017
 Nieuw-Zeelands kampioenschap wielrennen, belofte vrouwen
2019
 Nieuw-Zeelands kampioenschap wielrennen
2023
2e etappe Tour de l'Ardèche
2024
 Nieuw-Zeelands kampioene, criterium
Région Pays de la Loire Tour
1e en 3e etappe Ronde van Portugal
Puntenklassement Ronde van Portugal

#### Resultaten in voornaamste wedstrijden
| Jaar | Gent-Wevelgem | Ronde van Vlaanderen | Luik-Bast.‑Luik | Strade Bianche | Waalse Pijl |  | WK op de weg |
| ---- | ------------- | -------------------- | --------------- | -------------- | ----------- |  | ------------ |
| 2021 |               |                      | opgave          | 58e            | 66e         |  | 64e          |
| 2022 |               |                      |                 | 64e            |             |  |              |
| 2023 |               |                      |                 |                |             |  |              |
| 2024 | 65e           | opgave               |                 |                | 94e         |  |              |
| 2025 | opgave        |                      |                 |                |             |  |              |

### Baanwielrennen
| Jaar     | NK                                                                                         | OK                                                                                        | WK                                                | Overig                                                                   |
| Junioren | Junioren                                                                                   | Junioren                                                                                  | Junioren                                          | Junioren                                                                 |
| -------- | ------------------------------------------------------------------------------------------ | ----------------------------------------------------------------------------------------- | ------------------------------------------------- | ------------------------------------------------------------------------ |
| 2014     |                                                                                            | omnium · scratch                                                                          |                                                   |                                                                          |
| 2015     | omnium · 500m tijdrit                                                                      |                                                                                           | ploegenachtervolging                              |                                                                          |
| 2016     |                                                                                            |                                                                                           | ploegenachtervolging · omnium                     |                                                                          |
| Elite    |                                                                                            |                                                                                           |                                                   |                                                                          |
| 2016     |                                                                                            | scratch · koppelkoers · 5e puntenkoers                                                    |                                                   |                                                                          |
| 2017     | koppelkoers · omnium · ploegenachtervolging · puntenkoers · 5e scratch · 10e achtervolging | ploegenachtervolging · omnium · 4e koppelkoers · 4e scratch · 5e puntenkoers              | ploegenachtervolging · 4e koppelkoers · 8e omnium | WB Santiago: koppelkoers                                                 |
| 2018     |                                                                                            | ploegenachtervolging · koppelkoers                                                        | 6e ploegenachtervolging 13e koppelkoers           | 10e puntenkoers 10e scratch                                              |
| 2019     | omnium · koppelkoers · 4e puntenkoers · 4e scratch                                         | koppelkoers · omnium · 4e puntenkoers · 4e scratch                                        | ploegenachtervolging                              | WB Hongkong: ploegenachtervolging                                        |
| 2020     | geen deelnames                                                                             | geen deelnames                                                                            | geen deelnames                                    | geen deelnames                                                           |
| 2021     | koppelkoers · 5e omnium                                                                    |                                                                                           | 9e koppelkoers                                    |                                                                          |
| 2022     | koppelkoers                                                                                |                                                                                           | 5e scratch 7e omnium 8e koppelkoers               | Gemenebestspelen: · ploegenachtervolging · scratch                       |
| 2023     |                                                                                            |                                                                                           | ploegenachtervolging · scratch · 11e puntenkoers  | Fiorenzuola: · koppelkoers · scratch · puntenkoers · afvalkoers · omnium |
| 2024     |                                                                                            | koppelkoers · ploegenachtervolging · puntenkoers · 4e afvalkoers · 4e omnium · 6e scratch |                                                   |                                                                          |

## Ploegen
- 2017 –  Visit Dallas DNA Pro Cycling
- 2020 –  DNA Pro Cycling
- 2021 –  BePink
- 2022 –  BePink
- 2023 –  Zaaf Cycling Team
- 2023 –  Farto-BTC Women's Cycling Team
- 2024 –  Arkéa-B&B Hotels
- 2025 –  Arkéa-B&B Hotels